# Nakamura
Nakamura es el segundo álbum de estudio de la cantante francesa Aya Nakamura. Lanzado el 2 de noviembre de 2018 a través de la discográfica Warner Music France. La cantante trabajó con una variedad de productores y coautores en el álbum.
El álbum cuenta con apariciones especiales de Davido, Maluma y Niska. Fue precedido por seis sencillos, que son: «Djadja», «Copines», «La Dot», «Pookie», «Soldat» y «40%», todos los cuales llegaron al top 10 en Francia.

## Lista de canciones
| Nakamura |                       |                                |                                   |          |  |
| N.º      | Título                | Escritor(es)                   | Productor(es)                     | Duración |  |
| 1.       | «La dot»              | Nakamura                       | Aloïs Zandry, Vladimir Boudnikoff | 3:21     |  |
| 2.       | «Djadja»              | Nakamura, Maluma (en el Remix) | Aloïs Zandry, Vladimir Boudnikoff | 2:51     |  |
| 3.       | «Pompom»              | Nakamura                       | Aloïs Zandry, Vladimir Boudnikoff | 3:10     |  |
| 4.       | «Copines»             | Nakamura, Archibald Smith      | Aloïs Zandry, Vladimir Boudnikoff | 2:51     |  |
| 5.       | «Pookie»              | Nakamura                       | Aloïs Zandry, Vladimir Boudnikoff | 3:00     |  |
| 6.       | «Ça fait mal»         | Nakamura                       | Aloïs Zandry, Vladimir Boudnikoff | 2:33     |  |
| 7.       | «Faya»                | Nakamura                       | Aloïs Zandry, Vladimir Boudnikoff | 2:46     |  |
| 8.       | «Gangster»            | Nakamura                       | Aloïs Zandry, Vladimir Boudnikoff | 3:08     |  |
| 9.       | «Whine Up»            | Nakamura                       | Aloïs Zandry, Vladimir Boudnikoff | 3:18     |  |
| 10.      | «Gang (con Davido)»   | Nakamura, Davido               | Aloïs Zandry, Vladimir Boudnikoff | 3:30     |  |
| 11.      | «Dans ma bulle»       | Nakamura                       | Aloïs Zandry, Vladimir Boudnikoff | 2:37     |  |
| 12.      | «Oula»                | Nakamura                       | Aloïs Zandry, Vladimir Boudnikoff | 2:38     |  |
| 13.      | «Sucette (con Niska)» | Nakamura, Niska                | Aloïs Zandry, Vladimir Boudnikoff | 2:47     |  |
| 38:41    |                       |                                |                                   |          |  |

| Nakamura — Deluxe edition |                               |                                   |          |  |
| N.º                       | Título                        | Productor(es)                     | Duración |  |
| 14.                       | «Soldat»                      | Aloïs Zandry, Vladimir Boudnikoff | 3:04     |  |
| 15.                       | «Idiot»                       | Aloïs Zandry, Vladimir Boudnikoff | 2:46     |  |
| 16.                       | «Claqué»                      | Aloïs Zandry, Vladimir Boudnikoff | 2:36     |  |
| 17.                       | «Sucette (Remix) (con Niska)» | Aloïs Zandry, Vladimir Boudnikoff | 4:17     |  |
| 18.                       | «Djadja (Remix) (con Maluma)» | Aloïs Zandry, Vladimir Boudnikoff | 2:47     |  |
| 57:07                     |                               |                                   |          |  |

## Canciones
Djadja fue el gran éxito y alcanzó el número 1 durante dos semanas en Francia (donde recibió un sencillo de diamante 3), en Bélgica (certificación cuádruple platino), en los Países Bajos (certificación doble platino) y en Rumanía y se encontró con un importante éxito en toda Europa al situarse en las listas de Alemania (con un remix de Djadja con la cantante suiza Loredana Zefi), en Israel, en Suecia, en Portugal, en Grecia, en España (cuádruple platino), en Suiza (certificación de oro) y Canadá (certificación de oro). Se convirtió en un «éxito del verano de 2018» y su éxito continúo en 2020, especialmente con el lanzamiento de una versión remezclada en feat. con Maluma.
Copines obtuvo un éxito similar al de «Djadja» en Francia (certificación de diamante 3) y logró posicionarse en las listas de Holanda y Bélgica (certificación de oro) y Suiza.

## Gráficos semanales
| Cuadro (2018–19)             | Listas Posición |
| ---------------------------- | --------------- |
| Bélgica (Ultratop flamenca)  | 29              |
| Bélgica (Ultratop valona)    | 8               |
| Países Bajos (Album Top 100) | 10              |
| Francia (SNEP)               | 3               |
| Italia (FIMI)                | 90              |
| España (PROMUSICAE)          | 92              |
| Suiza (Schweizer Hitparade)  | 19              |

## Certificaciones
| Región                   | Certificación | Unidades vendidas |
| ------------------------ | ------------- | ----------------- |
| Bélgica (BEA)            | Platino       | 20 000            |
| Canadá (Music Canada)    | Oro           | 40 000            |
| Dinamarca (IFPI Danmark) | Oro           | 10 000            |
| Francia (SNEP)           | Diamante      | 500 000           |
| Italia (FIMI)            | Oro           | 25 000            |